# Франтішек Тума
Франтішек Іґнац Тума (2 жовтня 1704, Костелець-над-Орлици — 30 січня 1774, Відень) — австрійський і чеський композитор епохи бароко.

## Біографія
Народився в сім'ї парафіяльного органіста і початкову музичну освіту здобув у свого батька. Передбачається, що він навчався в єзуїтській семінарії Клементінум в Празі і співав у костелі св. Якуба, де його наставником був Богуслав Чорногорський. Незабаром він переїхав до Відня і прожив в цьому місті більшу частину життя. За деякими даними, вже 1722 року він був віце-капельмейстером міста, хоча в віденських архівних джерелах його ім'я вперше згадується тільки 1729 року. 1731 року зайняв посаду придворного композитора і капельмейстера у Франца Фердинанда Кінскі, канцлера Богемії, завдяки допомозі якого зміг вивчати у Відні контрапункт під керівництвом Йоганна Фукса. 1741 року, коли Кінскі помер, Тума був призначений капельмейстером у Єлизавети Христини Брауншвейґ-Вольфенбюттельської, вдови імператора Карла VI, а по смерті останньої в 1750 році йому була призначена пенсія. Протягом наступних 18 років жив у Відні і був відомий не тільки як плідний композитор, але і як музикант, який грав на контрабасі і теорбі. 1768 року померла його дружина, після чого відправився жити в премонстратскому монастирі Герас (Нижня Австрія), але перед смертю повернувся до Відня.
Писав переважно твори для церкви: 65 мес, 29 псалмів і 5 Stabat Mater. Крім того, писав сонати, симфонії і партитури.